# Американский университет Бейрута
Американский университет Бейрута (араб. الجامعة الأمريكية في بيروت‎) — светский, независимый частный университет в ливанской столице Бейруте. Основан американским миссионером Дэниелем Блиссом в 1866 году как «Сирийский протестантский колледж». 18 ноября 1920 года название было изменено на текущее.
Во время Гражданской войны в Ливане (1975—1990) университет продолжал работать, но 18 января 1984 года его президент Малкольм Х. Керр (Malcolm H. Kerr) был убит, предположительно Хезболлой.
В течение 100 лет при университете работала астрономическая обсерватория — Обсерватория Лии. При университете действуют несколько музеев (археологический, геологический, естественной истории) и развитая система библиотек (включая медицинскую библиотеку Сааб).
Осенью 2018 года в АУБ учились более 9000 студентов. Кампус университета состоит из 64 зданий, включая собственный медицинский центр. Язык обучения — английский.